# Ossario di Sant'Anna di Stazzema
(targa commemorativa eretta in presenza di Giorgio Napolitano)
L'Ossario di Sant'Anna di Stazzema è un sacrario situato a Sant'Anna, nel comune di Stazzema in Versilia.
Fu eretto su progetto dell'architetto Tito Salvatori, in collaborazione con l'artista Vincenzo Gasperetti, e inaugurato il 12 agosto 1948 sul Col di Cava e accoglie i resti delle vittime dell'Eccidio di Sant'Anna di Stazzema avvenuto il 12 agosto 1944.
Dal 1982 fa parte del Museo della Resistenza di Sant'Anna. e del Parco Nazionale della Pace di Sant'Anna di Stazzema.

## Struttura
È costituito da una torre alta 12 metri sorretta da quattro arcate, sotto la quale si trova una scultura di Vincenzo Gasperetti rappresentante una donna che cade sotto il fuoco dei nazisti.
Sul retro del monumento si trova una lapide che elenca i nomi delle vittime di cui fu possibile l'identificazione.
Vicino all'ossario si trovano issate le bandiere dei principali stati europei.